# Lara Evers
Lara Evers (* 3. Dezember 1975 in Haselünne) ist eine deutsche Politikerin (CDU). Sie wurde 2022 in den Niedersächsischen Landtag gewählt.

## Leben
Lara Evers wuchs auf dem elterlichen Hof in Bramhar auf. Nach dem Abitur am Windthorst-Gymnasium Meppen absolvierte sie ein Studium der Betriebswirtschaftslehre an der Universität Osnabrück, das sie 2002 als Diplom-Kauffrau abschloss. Seit 2008 ist sie als Abteilungsleiterin im Bereich Finanzen bei der Rosen-Gruppe in Lingen (Ems) tätig.
Sie ist seit 2011 Mitglied im Gemeinderat der Gemeinde Geeste und seit 2021 Vorsitzende der dortigen CDU-Gemeinderatsfraktion. Seit 2021 ist sie Geschäftsführerin des CDU-Kreisverbands Meppen. Bei der Niedersächsischen Landtagswahl am 9. Oktober 2022 wurde sie mit 46,71 % der gültigen Erststimmen zur Direktkandidatin des Landtagswahlkreises Meppen in den Niedersächsischen Landtag gewählt. Sie trat damit die Nachfolge von Bernd-Carsten Hiebing an, der nicht mehr kandidiert hatte.
Lara Evers ist mit dem Landwirt Hermann Evers verheiratet, hat zwei Kinder und wohnt in Osterbrock. Seit 2008 ist sie ehrenamtliche Richterin am Verwaltungsgericht Osnabrück.